# Artilleri- och ingenjörhögskolan

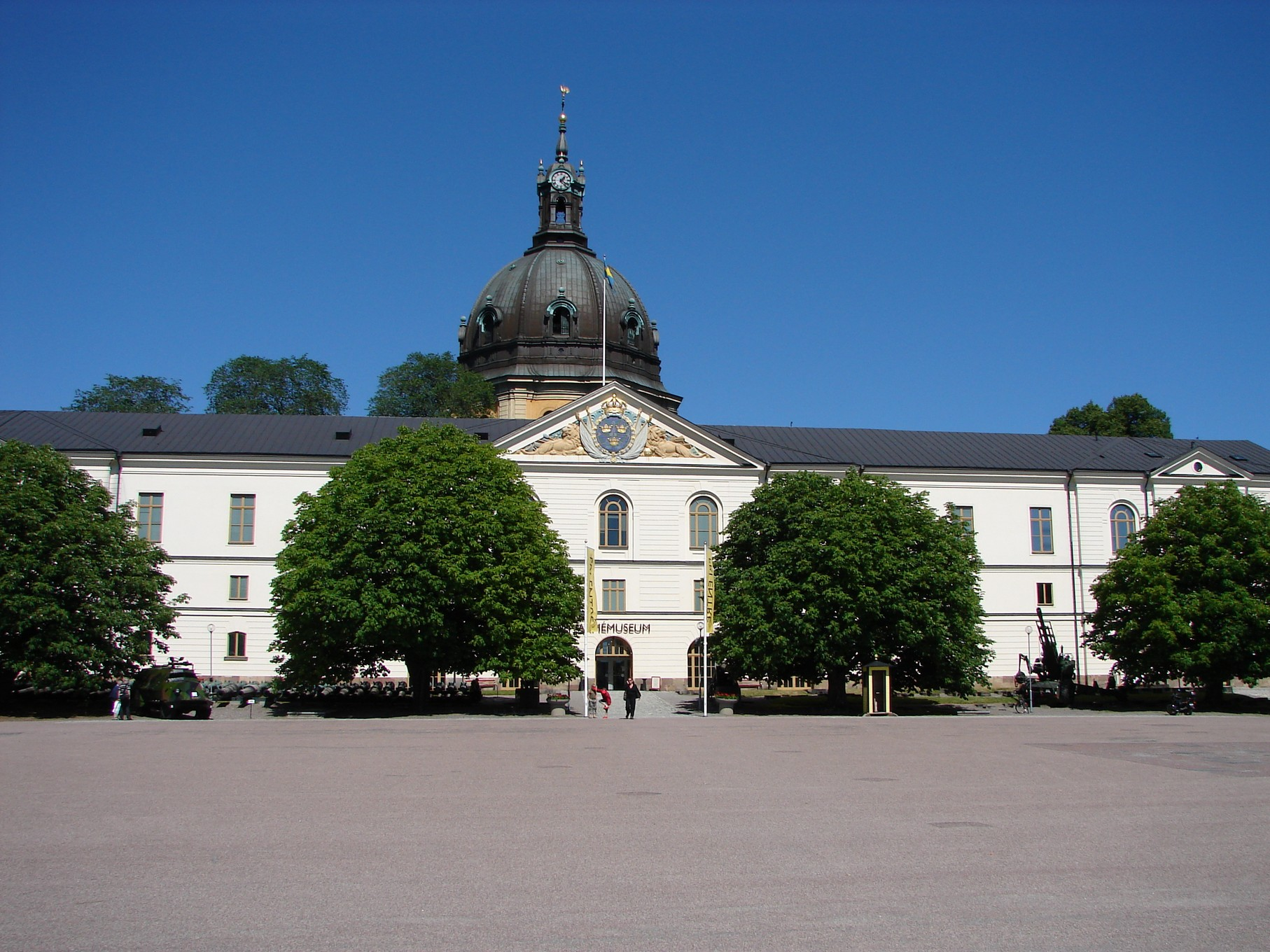
Lokalerna på Artillerigården, som idag huserar Armémuseum, användes 1885-1926 av AIHS, efter att det tredje våningsplanet byggts på 1881-1884.

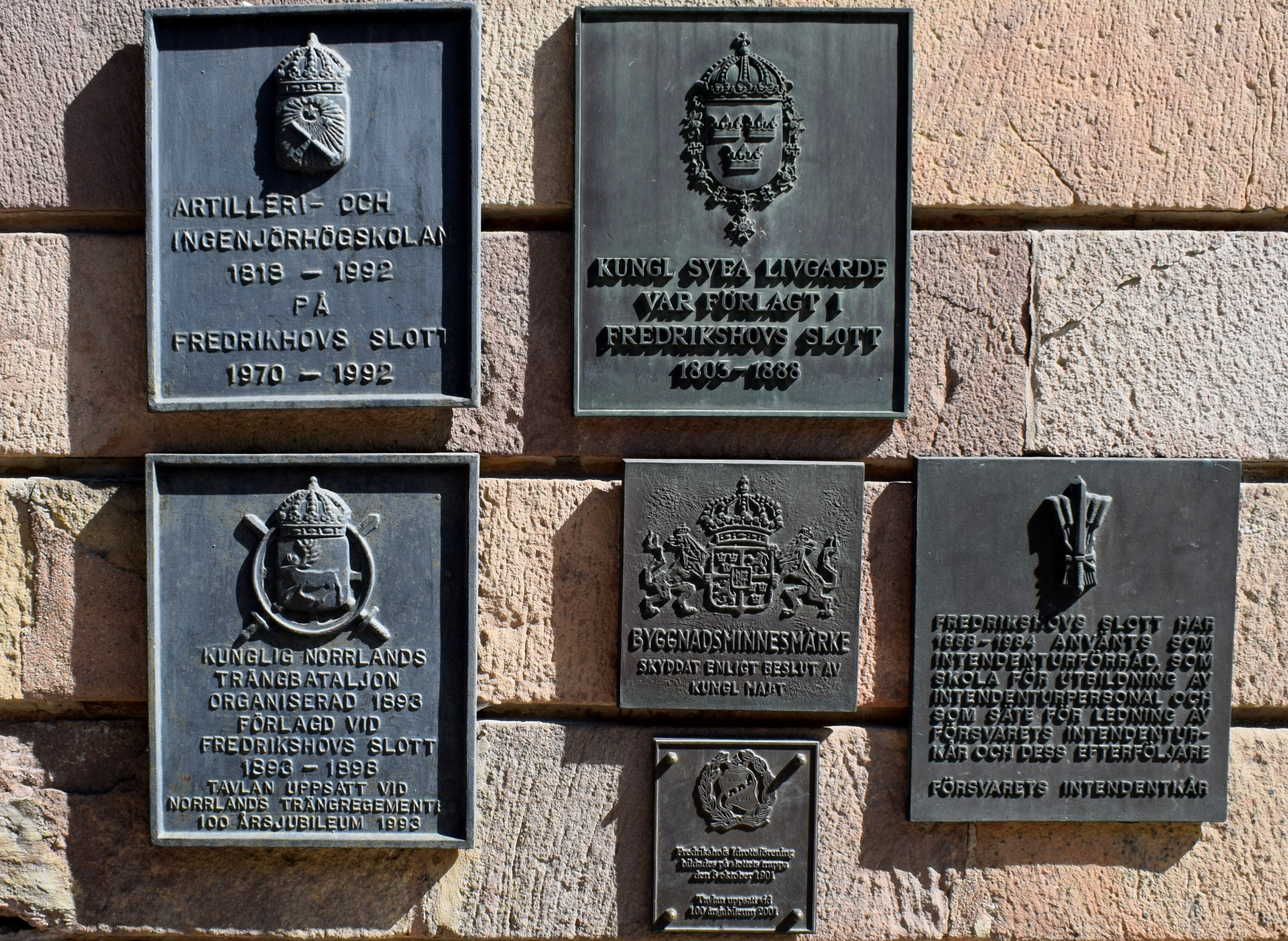
Minnesplattor på Fredrikshov i Stockholm över bland annat Artilleri- och ingenjörhögskolan.

Artilleri- och ingenjörhögskolan (AIHS) var en militärhögskola inom svenska armén som verkade i olika former åren 1878–1992. Förbandsledningen var förlagd i Stockholms garnison i Stockholm.

## Historik
Artilleri- och ingenjörhögskolan räknar sina anor till det ursprungliga Högre artilleriläroverket från cirka 1818, som 1866 bildade Krigshögskolan. I en reform 1878 delades denna upp i "nya" Krigshögskolan för högre officersutbildning, och Artilleri- och ingenjörhögskolan för tekniskt orienterad officersutbildning.
Artilleri- och ingenjörhögskolan bedrev under lång tid dels en lägre kurs, som var en förutsättning för utnämning till löjtnant i de tekniskt orienterade truppslagen, dels en högre kurs. Den 1 december 1951 överfördes de högre kurserna till Krigshögskolan (KHS).
Samtidigt överfördes de lägre kurserna till den nybildade Artilleri- och Ingenjörofficersskolan (AIOS)  vars uppgift blev att vidareutbilda officerare på aktiv stat vid artilleriet, luftvärnet, ingenjörtrupperna och signaltrupperna. AIOS nedlades 1992.
Artilleri- och ingenjörhögskolan upplöstes och avvecklades den 31 augusti 1992, och verksamheten överfördes och fördelades på truppslagens officershögskolor samt Militärhögskolan, som senare blev Försvarshögskolan. Artilleri- och ingenjörhögskolans siste chef blev överste Lennart Uller.

## Verksamhet
Artilleri- och ingenjörhögskolan var en skola för utbildning av officerare inom artilleriet, Fortifikationen, ingenjörtrupperna och övriga tekniskt orienterade truppslag inom Sveriges armé som existerade 1878 till 1951.

## Förläggningar och övningsplatser
Artilleri- och ingenjörhögskolan fanns inledningsvis på Marieberg i Stockholm, men flyttade 1885 till Artillerigården på Östermalm, där Armémuseum idag är beläget, och blev kvar där till 1926. Från detta år fanns Artilleri- och ingenjörhögskolan samlokaliserad med Krigshögskolan (KHS) och Sjökrigshögskolan på Östermalmsgatan 87 i Stockholm i det så kallade "Grå huset".

## Förbandschefer
- 1878–1883: Knut Henrik Posse
- 1883–1891: Carl Timar Nordström
- 1891–1898: Herman Holmberg
- 1898–1904: Rutger Wijkander
- 1904–1911: William Bergman
- 1911–1915: Sixten Schmidt
- 1915–1922: Per Sylvan
- 1922–1930: Axel Lagerfelt
- 1930–1934: Sune Bergelin
- 1934–1938: Ragnar Sjöberg
- 1938–1941: Hugo Stendahl
- 1941–1942: Carl Årmann
- 1942–1946: Ivan Thorson
- 1946–1950: Erik Kihlblom
- 1950–1950: Karl Ångström
- 1951–1956: Georg von Döbeln
- 1956–1959: Tore Deutgen
- 1959–1964: Sten-Olle Tegmo
- 1964–1966: Harald Smith
- 1966–1972: Sten Geijer
- 1972–1974: Åke Eriksson
- 1974–1978: Hans Richter
- 1978–1984: Ingvar Marklund
- 1984–1990: Torsten Petré
- 1990–1992: Lennart Uller
- 1992–1992: Eric Granefelt (tf)

## Namn, beteckning och förläggningsort
| Artilleri- och ingenjörhögskolan                | 1878-11-01 | – | 1951-09-30 |
| Artilleri- och ingenjörofficersskolan           | 1951-10-01 | – | 1972-06-30 |
| Artilleri- och ingenjörregementesofficersskolan | 1972-07-01 | – | 1983-05-31 |
| Artilleri- och ingenjörhögskolan                | 1983-06-01 | – | 1992-08-31 |

| AIHS | 1878-11-01 | – | 1951-09-30 |
| AIOS | 1951-10-01 | – | 1972-06-30 |
| AIRS | 1972-07-01 | – | 1983-05-31 |
| AIHS | 1983-06-01 | – | 1992-08-31 |

| Stockholms garnison (F) | 1878-11-01 | – | 1992-08-31 |

## Galleri

Grå huset
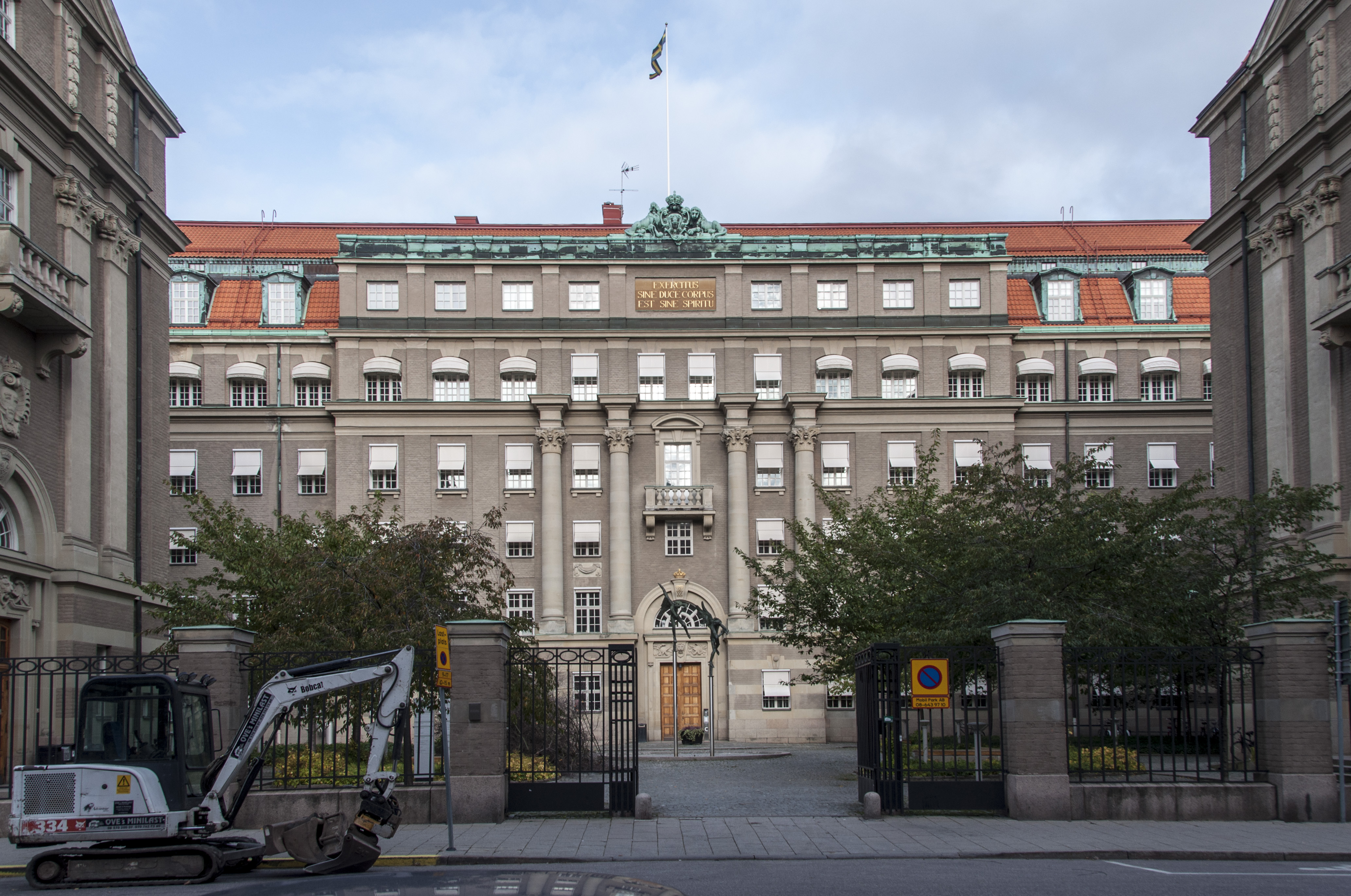
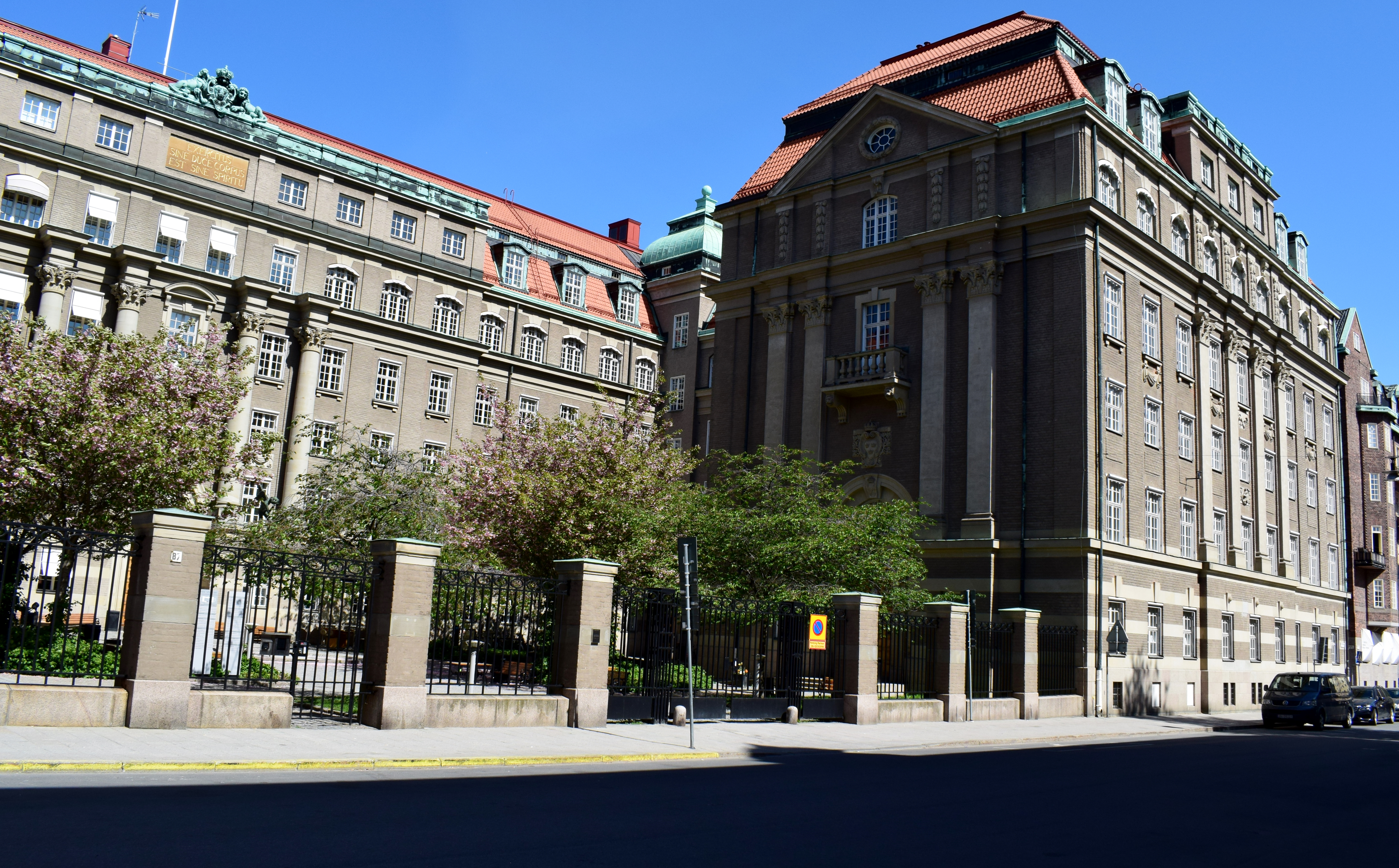
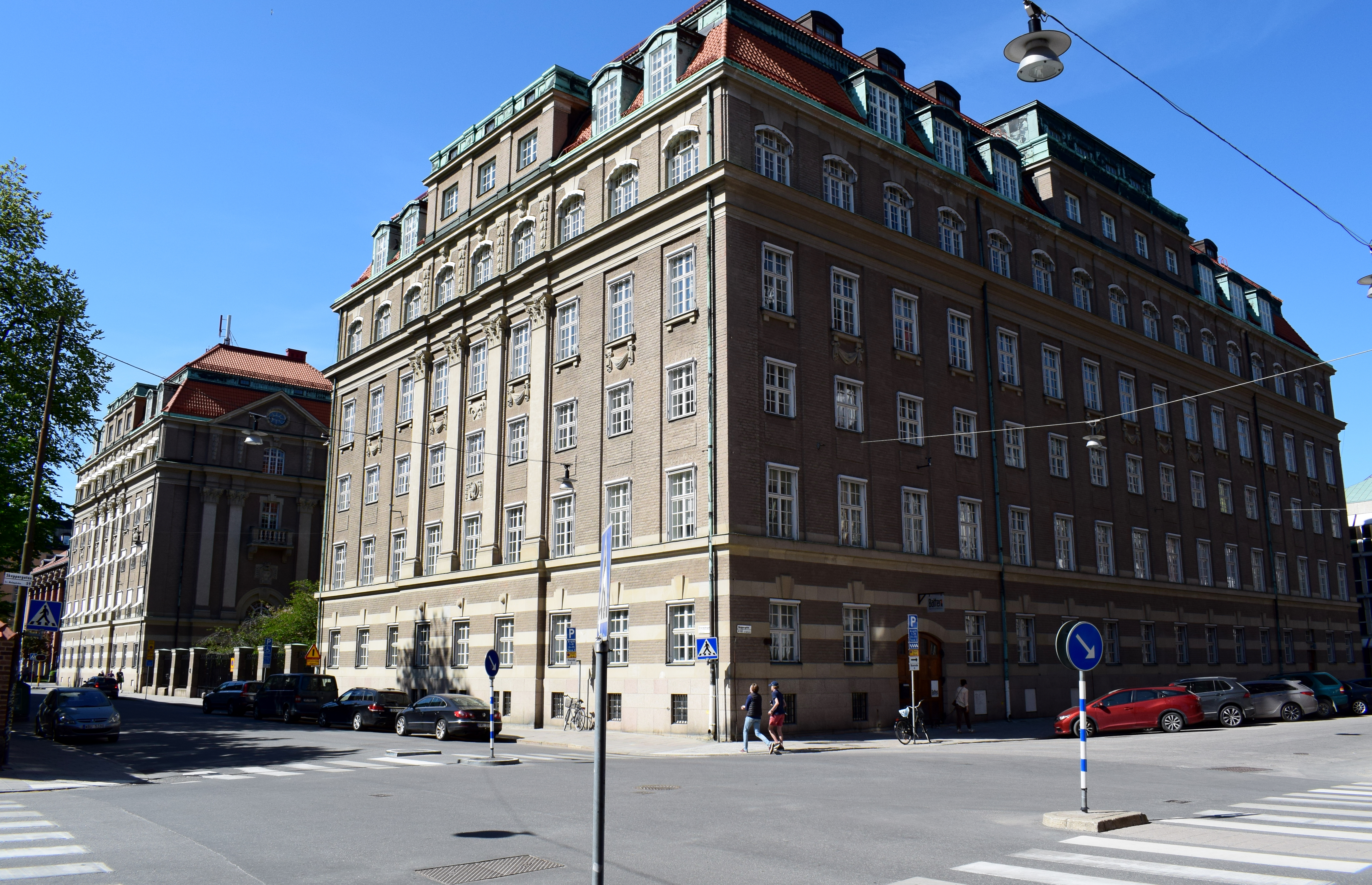
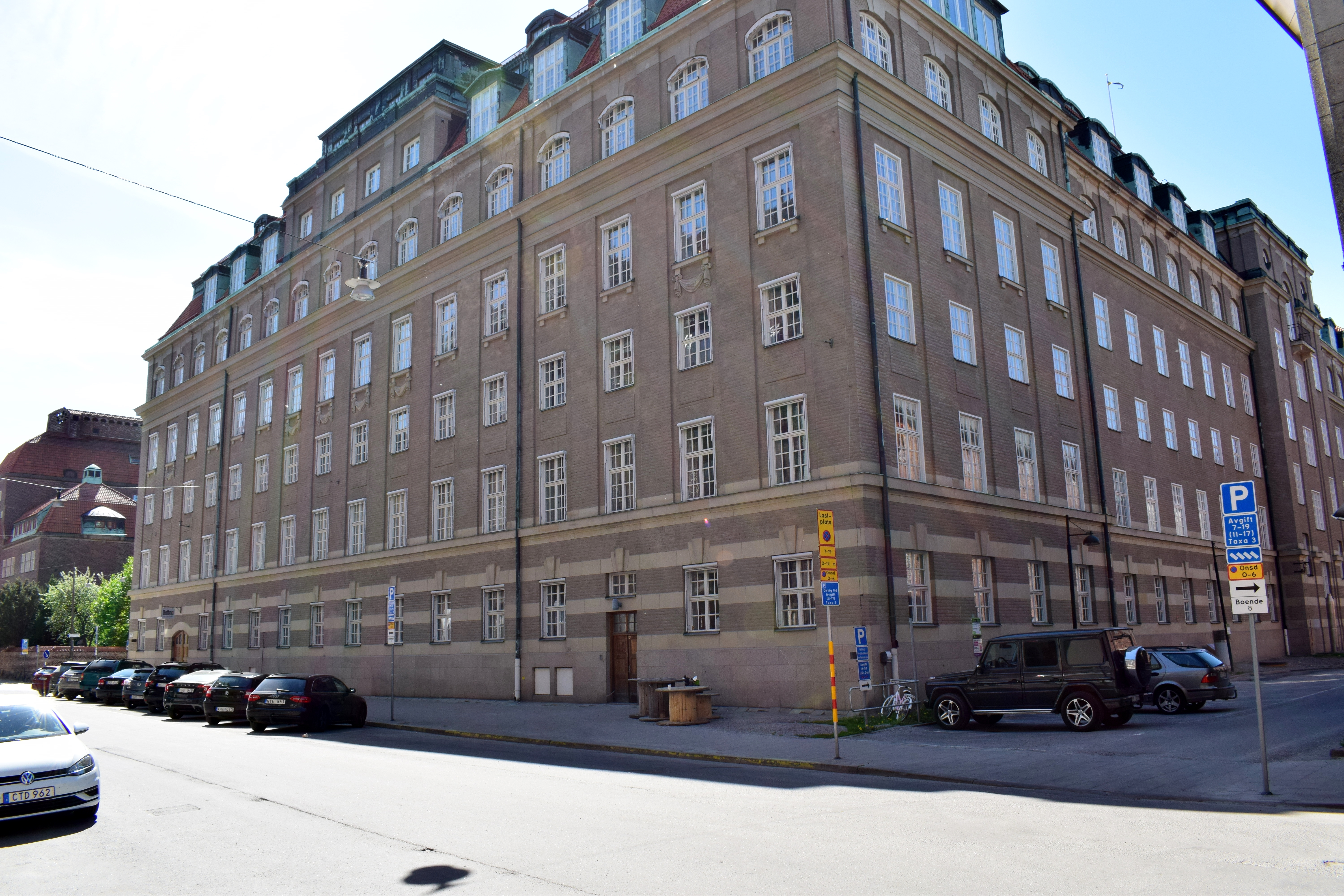